# Чеботаєвка (Ульяновська область)
Чеботаєвка (рос. Чеботаевка) — село в Сурському районі Ульяновської області Російської Федерації.
Населення становить 496 осіб. Входить до складу муніципального утворення Чеботаєвське сільське поселення.

## Історія
Від 2004 року входить до складу муніципального утворення Чеботаєвське сільське поселення.

## Населення
| 2010 |
| ---- |
| 496  |